# Huperzia occidentalis
Huperzia occidentalis là một loài thực vật có mạch trong Họ Thạch tùng. Loài này được (Clute) Beitel mô tả khoa học đầu tiên năm 1992.